# ایوا فرولینگووا
ایوا فرولینگووا (چکی: Iva Frühlingová؛ زادهٔ ۱۱ مهٔ ۱۹۸۲) خواننده و مدل زن اهل کشور جمهوری چک، مشهور در کشورهای جمهوری چک و فرانسه است. با وجود اصالتش، او بیشتر به زبان فرانسوی آواز می‌خواند. وی از سال ۲۰۰۳ میلادی تاکنون مشغول فعالیت بوده‌است.